# Louis César, Conte de Vexin
Louis César de Bourbon, Légitimé de France, Conte de Vexin (20 iunie 1672 - 10 ianuarie 1683) a fost fiu al regelui Ludovic al XIV-lea al Franței și a metresei sale, Françoise-Athénaïs de Montespan.

## Biografie
Louis César născut la château du Génitoy, a fost al doilea fiu al lui Ludovic al XIV-lea și a metresei sale, Madame de Montespan. A fost numit după Iulius Cezar; iar fratele său mai mare, Louis Auguste de Bourbon, a fost numit după împăratul Augustus; fratele lor mai mic, Louis Alexandre de Bourbon, a fost numit după Alexandru cel Mare.
În momentul nașterii lui Louis César curtea era în doliu pentru Prințesa Marie-Thérèse a Franței (fiica legitimă a regelui cu soția sa, Infanta Maria Tereza a Spaniei) cunoscută drept la petite Madame, care a murit în martie 1672. 
Louis César a crescut împreună cu fratele său mai mare Louis-Auguste în grija lui Madame Scarron într-o casă de pe strada Vaugirad din Paris. Această casă a fost cumpărată de către rege special pentru copiii săi nelegitimi. În anul următor, în timp ce tatăl său era într-o campanie militară la Tournai, copiilor li s-a mai alăturat o soră, Louise-Françoise de Bourbon, născută în iunie.
Madam Scarron a fost foarte atașată de Louis Auguste. La 19 decembrie 1673, Ludovic al XIV-lea și-a recunoscut oficial copiii cu Montespan. Odată cu recunoașterea, Louis César a primit titlul de Conte de Vexin - un titlu vechi care datează din secolul X. Fratele său a devenit Duce du Maine iar sora lor Madamoiselle de Nantes.
Contele de Vexin s-a născut cu coloana strâmbă și din cauza aceasta a șchiopătat și a avut un umăr mai sus decât celălalt. Tatăl său, care l-a adorat, a decis ca micuțul să fie destinat bisericii. Tatăl său i-a acordat titlul de stareț la catedrala Saint Denis. Catedrala regală Saint-Denis era locul tradițional de înmormântare a regilor Franței încă din secolul al VII-lea și una din cele mai bogate biserici din Franța.
În ciuda numirii sale, era prea tânăr pentru a-și îndeplini îndatoririle și deci a rămas la curtea tatălui său în grija lui Scarron. În 1674 o altă soră s-a alăturat familiei; Louise Marie s-a născut în noiembrie 1674 și a fost numită Mademoiselle de Tours după recunoașterea din 1676.
Doctorii de la curte au încercat să-l ajute pe Louis-César însă tratamentele lor au eșuat. După astfel de tratamente starea copilului s-a înrăutățit după anul 1675. 
Între 1677-1678 alți doi frați s-au alăturat familiei: Françoise-Marie de Bourbon născută în mai 1677 și Louis-Alexandre de Bourbon născut în iunie 1678. Apoi, mama lui a pierdut rolul de favorită a regelui în favoarea unei alte metrese, Angélique de Fontanges, și a început să petreacă mult timp cu copiii la castelul Clagny.
Louis César a murit la Paris în 1683 la vârsta de 10 ani. Mama lui a fost distrusă. Vexin a fost înmormântat la mănăstirea Saint-Germain-des-Prés. Șase luni mai târziu, regina Maria Tereza a murit la Versailles și a fost înmormântată la Saint Denis.